# Gößnitz (pleißnisches Adelsgeschlecht)

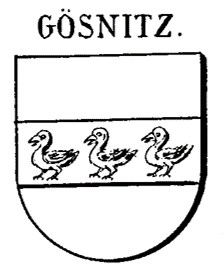
Wappen derer von Gösnitz (1406)

Die Familie von Gößnitz, Gössnitz, Gosenicz, Gusenicz, Gessnitz oder Gessnitczs war ein sächsisch-pleißnisches, wenig bekanntes, zeitig erloschenes Uradelsgeschlecht. Über diese Familie, die vermutlich eine Linie der Reichsministerialen von Colditz waren, ist wenig bekannt. Ihr Stammhaus lag entweder bei  Gößnitz an der Pleiße oder  Gößnitz bei Eckartsberga.
Das Geschlecht ist von den vogtländischen Gößnitz zu unterscheiden. 

## Wappen
Der Schild aus dem Jahre 1406 zeigt einen Balken, der mit drei Vögeln (Enten oder Gänsen) belegt ist.